# آکیلس یاروینن
آکیلس یاروینن (فنلاندی: Akilles Järvinen؛ ۱۹ سپتامبر ۱۹۰۵ – ۷ مارس ۱۹۴۳) ورزشکار دهگانه اهل فنلاند بود.
وی در مسابقات کشوری و بین‌المللی در مجموع برندهٔ ۳ مدال نقره شده‌است.